# 桑讷冰湾
桑讷冰湾（Sandefjord Ice Bay）是南極洲的海灣，位於普里茲灣，處於阿梅里冰架東岸，該海灣在1935年2月由挪威的觀鯨船發現，現時被阿梅里冰架佔據。